# إبراهيما كامارا
إبراهيما سوري كامارا (بالفرنسية: Ibrahima Sory Camara)، من مواليد 1 يناير 1985 في فريتاون في سيراليون، لاعب كرة قدم غيني.
بدأ مسيرته الكروية مع نادي بارما الإيطالي في عام 2004، ولعب معهم حتى عام 2007، وشارك معهم في 12 مباراة، وفي موسم 2006/2007 أعير إلى نادي لي مان الفرنسي، ولعب معهم 19 مباراة، ومنذ عام 2007 وهو يلعب مع نادي لي مان الفرنسي.
و هو يلعب مع منتخب غينيا لكرة القدم منذ عام 2004.

## روابط خارجية
- إبراهيما كامارا على موقع رابطة كرة القدم الفرنسية للمحترفين (الإنجليزية)
- إبراهيما كامارا على موقع قاعدة بيانات كرة القدم.إي يو (الإنجليزية)
- إبراهيما كامارا على موقع ناشيونال فوتبول تيمز (الإنجليزية)
- إبراهيما كامارا على موقع Soccerway.com (الإنجليزية)
- إبراهيما كامارا على موقع عالم كرة القدم.نت (الإنجليزية)
- إبراهيما كامارا على موقع كووورة